# 프랑수아무투사냥개박쥐
프랑수아무투사냥개박쥐(Mormopterus francoismoutoui)는 큰귀박쥐과에 속하는 박쥐의 일종이다. 인도양 레위니옹의 토착종이다.

## 특징
전체 몸길이 89~97mm의 작은 박쥐이다. 전완장은 38~42mm, 꼬리 길이는 38~45mm, 발 길이는 5~6.5mm이다. 귀 길이는 15~18mm이고 몸무게는 최대 7.2g이다. 털은 짧고 무성하다. 등은 진한 갈색을 띠며 배 쪽은 털이 짧다.